# Геодезијска кривина
Геодезијска кривина криве која лежи на некој површи је кривина пројекције ове криве на тангентну раван површи у датој тачки. Као што обична кривина криве у равни служи као мера закривљености криве у њеној равни, тако и геодезијска кривина служи као мера закривљености криве на њеној површи. Затим, као што је обична кривина криве окарактерисана одступањем криве од праве, тангенте на криву у датој тачки, тако је и геодезијска кривина криве окарактерисана одступањем криве од геодезијске линије која додирује (тангира) криву у датој тачки.
Геодезијска кривина криве на површи се не мења при извијању површи, тј. припада унутрашњој геометрији површи. 